# Oncholaimus moanae
Oncholaimus moanae is een rondwormensoort uit de familie van de Oncholaimidae. De wetenschappelijke naam van de soort is voor het eerst geldig gepubliceerd in 2008 door Leduc.